# Уильям Кер, 2-й граф Роксбург
Уильям Кер, 2-й граф Роксбург (англ. William Ker, 2nd Earl of Roxburghe; 1622 — 2 июля 1675) — шотландский дворянин и государственный деятель, унаследовавший свой титул от деда по материнской линии Роберта Кера, 1-го графа Роксбурга.

## Ранняя жизнь
Он родился Уильямом Драммондом в 1622 году. Он был пятым и младшим сыном Джона Драммонда, 2-го графа Перта (1584—1662), и леди Джин Кер. Его старший брат, Джеймс Драммонд (1615—1675), унаследовал титулы своего отца и стал 3-м графом Пертом.
Его мать была старшей дочерью Роберта Кера, 1-го графа Роксбурга (ок. 1570—1650), и Маргарет Мейтленд (? — 1613), единственной дочерью и будущей наследницей Уильяма Мейтленда Летингтонского (1525—1573). Его дедушкой и бабушкой по отцовской линии были Патрик Драммонд, 3-й лорд Драммонд (1550 — после 1602), и леди Элизабет Линдси (? — 1585), дочь Дэвида Линдси, 9-го графа Кроуфорда. Сын его брата, Джеймс Драммонд, 4-й граф Перт, получил в 1701 году титул герцога Перта в Якобитском пэрстве.

## Пэрство и карьера
Поскольку оба его дяди по материнской линии умерли раньше его деда, Роберт Кер, 1-й граф Роксбургский, не имея наследника мужского пола, выдвинул своего внука Уильяма в качестве вероятного наследника в 1648 году. Уильям сменил фамилию на Кер и по особому соглашению, ратифицированному парламентом в 1661 году, унаследовал титулы и поместья своего деда.
В 1660 и 1661 годах Уильям Кер служил членом Тайного совета Шотландии, а в 1668 году служил полковником пехоты в милиции Роксбурга и Селкерка.

## Личная жизнь
17 мая 1655 года граф Роксбург женился на своей двоюродной сестре, достопочтенной Джейн Кер, старшей дочери и наследнице его покойного дяди, достопочтенного Гарри Кер (? — 1642/1643), от второго брака деда с Джин Драммонд (1578—1643), которая также была младшей сестрой его отца, и леди Маргарет Хэй (единственная дочь Уильяма Хэя, 10-го графа Эррола, и леди Энн Лайон, дочь Патрика Лайона, 1-го графа Кингорна). После смерти дяди леди Маргарет снова вышла замуж за Джона Кеннеди, 6-го графа Кессилиса. У Уильяма и Джейн Кер были следующие дети:
- Достопочтенный Роберт Кер (ок. 1658 — 8 мая 1682), женившийся на леди Маргарет Хэй, старшей дочери Джона Хея, 1-го маркиза Твиддэйла[5].
- Достопочтенный Гарри Кер[5]
- Достопочтенный Уильям Кер, который служил шерифом Твиддейла[5].
- Достопочтенный Джон Кер (? — 1707), который позже взял фамилию Белленден и стал 2-м лордом Белленденом из Бротона (после наследования от своего двоюродного брата Уильяма Беллендена, 1-го лорда Беллендена, сына сэра Джеймса Беллендена из Бротона и Маргарет Кер)[6]
- Леди Джин Кер, которая вышла замуж за Колина Линдси, 3-го графа Балкарреса (1652—1722), видного сторонника короля Якова II Стюарта[7].

Граф Роксбург скончался 2 июля 1675 года возрасте 52-53 лет, и его титулы унаследовал его старший сын Роберт Кер.

## Потомки
Через своего сына Роберта он был дедом Роберта Кера, 4-го графа Роксбурга (ок. 1677—1696), старшего сына 3-го графа.
Через своего младшего сына Джона, который женился на леди Мэри Рамсей (вдове Уильяма Рамсея, 3-го графа Дальхузи), второй дочери Генри Мура, 1-го графа Дрохеда, он был дедушкой Джона Беллендена, 3-го лорда Беллендена, и подполковника Уильям Белленден (ок. 1702—1759). Последний был отцом Уильяма Беллендена (1728—1805), позднее Беллендена-Кера, позднее 7-го лорда Беллендена, затем 4-го герцога Роксбурга.
Через свою единственную дочь леди Джин Кер Уильям Кер приходился дедом Колину Линдси, лорду Камберленду, магистру Балкарреса, который умер холостым в 1708 году, и Маргарет Линдси, которая вышла замуж за Джона Флеминга, 6-го графа Уигтауна.

## Титулатура
- 2-й граф Роксбург (с 18 января 1650)
- 2-й лорд Кер из Кессфорда и Кавертауна (с 18 января 1650)
- 2-й лорд Роксбург (с 18 января 1650)